# Torrent de la Font de les Albes
El torrent de la Font de les Albes és un torrent del terme municipal de Sant Feliu de Codines, a la comarca del Vallès Oriental.
Està situat en el sector nord del terme; el seu lloc de formació és a tocar del límit amb el terme de Sant Quirze Safaja. La seva part alta conforma el Sot de la Meuca. Es forma al sud-oest de la Feixa Perduda, en el vessant nord del Serrat Rodó. Des d'aquest lloc davalla cap al sud-est fent un ample arc còncau cap al sud, travessa la carretera C-59, i finalment s'aboca en el torrent de Coll de Poses.